# Nord-West (Francfort-sur-le-Main)

L'arrondissement (en rouge) au sein de la ville de Francfort-sur-le-Main

Les subdivisions de l'arrondissement

Pour les articles homonymes, voir Nord-ouest.
Nord-West ou, en forme longue, Frankfurt-Nord-West est un arrondissement de Francfort-sur-le-Main.